# Дамагет (поэт)
Дамагет (др.-греч. Δαμάγητος, лат. Damagetus) — древнегреческий поэт III века до н. э. В Палатинской антологии и Планудовом приложении сохранилось 12 его эпиграмм. В основном они прямо или косвенно связаны с событиями Союзнической войны 220—217 годов до н. э.: Дамагет пишет эпитафии павшим воинам Ахейского союза, прославляет Спарту, вокруг которой сосредотачивались надежды ахейцев на возвращение старинной независимости, сознательно использует вкрапления дорийского диалекта.
В стихотворении Мелеагра Гадарского о венке, где стихи полусотни греческих поэтов сравниваются с различными растениями, Дамагету соответствует тёмная фиалка.